# بخش د کارلوس تخدور
بخش د کارلوس تخدور (به اسپانیایی: Partido de Carlos Tejedor) یک منطقهٔ مسکونی در آرژانتین است که در استان بوئنوس آیرس واقع شده‌است. بخش د کارلوس تخدور ۳٬۹۳۳ کیلومتر مربع مساحت و ۱۱٬۵۳۹ نفر جمعیت دارد.